# Programmations des Eurockéennes de Belfort dans les années 2000
Cet article présente les programmations du festival des Eurockéennes de Belfort dans les années 2000.

## Années 2000

### Édition 2000
Annulation : Eurythmics
Liste (incomplète?) des groupes :
- Vendredi 7 : Oomph!, The Cranberries, Slayer, Fu Manchu, Muse, Coldplay, Nine Inch Nails, Alanis Morissette, Venus, -M-
- Samedi 8 : Tryo, Skirt, Mister Gang, Dionysos, The Cranberries, Les Rita Mitsouko, Macy Gray, Day One, France Cartigny, Emilíana Torrini, Asian Dub Foundation, Laurent Garnier
- Dimanche 9 : Massilia Sound System, La Ruda, Femi Kuti, A Perfect Circle, Oasis, St Germain, Mukta, Moby, Eels

### Édition 2001
Elle a eu lieu les 6, 7, 8 juillet 2001 et a accueilli 68 000 festivaliers. Liste (incomplète ?) des groupes :
- Vendredi : La Ruda, Skull, Incubus, Matmatah, Yann Tiersen, Tété, La Nef des Fous, Mass Hysteria.
- Samedi : Têtes Raides, Enhancer, K's Choice, Disiz, Burning Spear, The Young Gods, Tricky, La Brigade, Anthony B, Joseph Arthur, Rae et Christian, Freestylers, Ben Harper, Nashville Pussy, Innocent Criminals, Pleymo
- Dimanche : Dies Coroles, Marcel et son Orchestre, Amadou et Mariam, Mass Hysteria, K2R Riddim, Sergent Garcia, Le Peuple de l'Herbe, Badmarsh et Shri, Fantômas, Iggy Pop

Le vendredi 6 juillet, les concerts de fin de journée ont été annulés pour cause de mauvais temps. Les concerts de My Vitriol, Alec Empire, Roni Size et Deftones (entre autres) n'ont donc pas eu lieu. Les Têtes Raides étaient aussi programmés ce jour-là, et alors que l'orage éclatait, et sans courant, ils ont commencé à jouer. Le site a finalement été évacué et ils ont tenu à être reprogrammés le lendemain.

### Édition 2002
Elle a eu lieu le 5, 6 et 7 juillet 2002. Groupes présents :
- Vendredi : Flying Donuts, Buju Banton, Pleymo, Les Joueurs de Biques, Bulle, The (International) Noise Conspiracy, Sinclair, Mclusky, New Bomb Turks, Saïan Supa Crew, The BellRays, Noir Désir, Bilal, Archive, Antipop Consortium, Soulfly, The Herbaliser, Meï Teï Shô, High Tone, Alec Empire
- Samedi : Planeausters, Rival Schools (en), Liquid Laughter Lounge Quartet, A (absent), Astonvilla, Guem & Bouto Experience, Tarmac, Frédéric Galliano & African Divas, Ska-P, Watcha, Gomez, Opus Akoben, Lofofora + invités, N.E.R.D, Air, Miro, The Chemical Brothers, Heroes Of Kingston, Burning Heads, Vitalic + Miss Kittin & The Hacker «French Gigolos»
- Dimanche : Tournelune, Hawksley Workman, Un air, deux familles, Whysome, The Notwist, Wormachine, Travis, DJ Logic, Reverend Beat-Man, Michael Franti & Spearhead, Muse, Trio Mocotó, Sizzla, Sainkho Namtchylak, Rammstein, Gotan Project

### Édition 2003
Elle a eu lieu les 4, 5 et 6 juillet 2003. Groupes présents :
- Vendredi : Z-Tribe, Toots and the Maytals, The Datsuns, MXD, Mickey 3D, La Vieille Ecole, Zenzile, The Rapture, The Roots, The Sleeppers, Stone Sour, Console, Radiohead, Nostromo, The Streets, Arto Lindsay, Peaches, Les Wampas, Ellen Allien, Mike Ladd, Hexstatic
- Samedi : Second Rate, AqME, Leopold Kraus Wellenkapelle, Hell Is For Heroes, Tokyo Ska Paradise Orchestra, Electric Six, Noise Surgery, La Rumeur, Dionysos, Tom McRae, Themselves - Sage Francis - Sole, Tricky, LCD Soundsystem, Death in Vegas, Suicide, Slayer, 2 Many DJ's, I Monster, Fat Truckers
- Dimanche : Eiffel, The Polyphonic Spree, Kerplunk!, Zebda, Tony Allen, Nada Surf, Marrakech Emballages Ensemble, Dave Gahan, Jaga Jazzist, Watcha, Blackalicious, Asian Dub Foundation, Tomahawk, Underworld, Stupeflip, Massive Attack, Melvins

### Édition 2004
Elle a eu lieu les 2, 3 et 4 juillet 2004. Groupes présents :
- Vendredi : Luke, Membrane, No One Is Innocent, Two Tone Club, An Pierlé et la Synfonietta de Belfort, Jr Ewing, IAM, Broken Social Scene, Franz Ferdinand, Avril, M, Zero 7, Ben Kweller, !!!, Placebo, Lyrics Born, Lifesavas, Capleton, TV on the Radio, Ralph Myerz & The Jack Herren Band, Mono (groupe japonais), Jamaican Soundsystem
- Samedi : Drey, Elista, AS Dragon, Tim Patience Watch, Herman Düne & Invités, Girls in Hawaii, Daniel Darc, Seeed, Buck 65 and Band, Shrink Orchestra, PJ Harvey, Youngblood Brass Band, Alain Bashung, Grandbuffet, Automato, RJD2, The Perceptionists (en), Pixies, An Albatross, Scissor Sisters, Agoria, Sludgefeast
- Dimanche : An Albatross, Serotonine, Blonde Redhead, Doctor L, Svinkels, X-Vision, The Cat Empire, Lust, Amp Fiddler, Le Peuple de l'Herbe, Belle and Sebastian, Antibalas Afrobeat Orchestra, Slipknot, The Rapture, Groove Armada, The Dillinger Escape Plan, Shetou, KoЯn, Wang Lei, High Tone

### Édition 2005
Elle a eu lieu les 1er, 2 et 3 juillet 2005. Groupes présents :
- Vendredi : Bloc Party, Blumen, Bright Eyes, Les Chroniques Bumcello 1.1, The Chemical Brothers, CocoRosie, Eagles of Death Metal, Electrelane, Émilie Simon et la Synfonietta de Belfort, The Go! Team, Gomm, Interpol, Jamie Lidell, Jean Grae, Kaizers Orchestra, Ken Boothe, Konono n°1, La Phaze, Little Barrie, Nine Inch Nails, Queens of the Stone Age, Saul Williams, Taf, T.Raumschmiere, Twaii
- Samedi : Amadou et Mariam, Bonnie Prince Billy, Les Chroniques Bumcello 1.2, Cake, Cali, Common, Dälek, Elkee, Eths, Garbage, Ghinzu, Kas Product, Mastodon, Moodymann, Morgan Heritage, The National, Nosfell & Ez3kiel (Création Eurockéennes), Tom Vek, Raw-T, Raphael Saadiq, Torm, Vitalic
- Dimanche : Andrew Bird, Amon Tobin, Balkan Beat Box, The Bravery, Les Chroniques Bumcello 1.3, Isis, The Killers, Kraftwerk, Le Tigre, Louise Attaque, Marcelo D2, Mass Hysteria, Monsieur Z, Nosfell, Plant Life, Röyksopp, Slum Village, Sonic Youth, Tom Vek, Tom Zé, Toxic Kiss, TTC, Turbo trio.

Le dimanche 3 juillet, Mass Hysteria a remplacé Sum 41.

### Édition 2006
Elle a eu lieu les 30 juin, 1 et 2 juillet 2006. Groupes présents :
- Vendredi : Daft Punk, Deftones, The Strokes, Dionysos & la Synfonietta de Belfort, Gojira, Anaïs, Arctic Monkeys, Damian Marley, Gossip, Seun Kuti & Fela's Egypt 80, Two Gallants, Venus & orchestre, Atmosphere, NonStop, Polysics, Poni Hoax, Malajube, Dj Aï, Brother Ali, Benjie, Hellbats, Jack and the Beared, Fancy, ZZZ, Uffie feat DJ Feadz, Winston McAnuff & Bazbaz Orchestra, AsherAsher, Adam Kesher
- Samedi : Depeche Mode, Morrissey, Coldcut, Enhancer, Infadels, Philippe Katerine, Camille & The Pascals, The Sunday Drivers & orchestre, Hushpuppies, Spank Rock, Apsci, La Caution, Spleen, Last Minutes, I love UFO, Teitur & orchestre, Nathan Fake, Animal Collective, Fat Freddy's Drop, Sébastien Martel + Spleen & Camille, Free's B, Jahcoustix, Fidel Nadal, Asher, A Brand, Duracell, The Young Knives
- Dimanche : Muse, Sigur Rós, Archive, Blackalicious, Mogwaï, Dominique A, Art Brut, Cult of Luna, Islands, Les Georges Leningrad, We Are Wolves, Ghislain Poirier, Omnikrom, Duchess Says, Aberfeldy (en), Giant Drag, Bo Weavil, Las Ondas Marteles, Dahlia, My Baby Wants To Eat Your Pussy, Aloan, Le Crapo du Marais, DJ Mehdi, John Lord Fonda, Asher

### Édition 2007

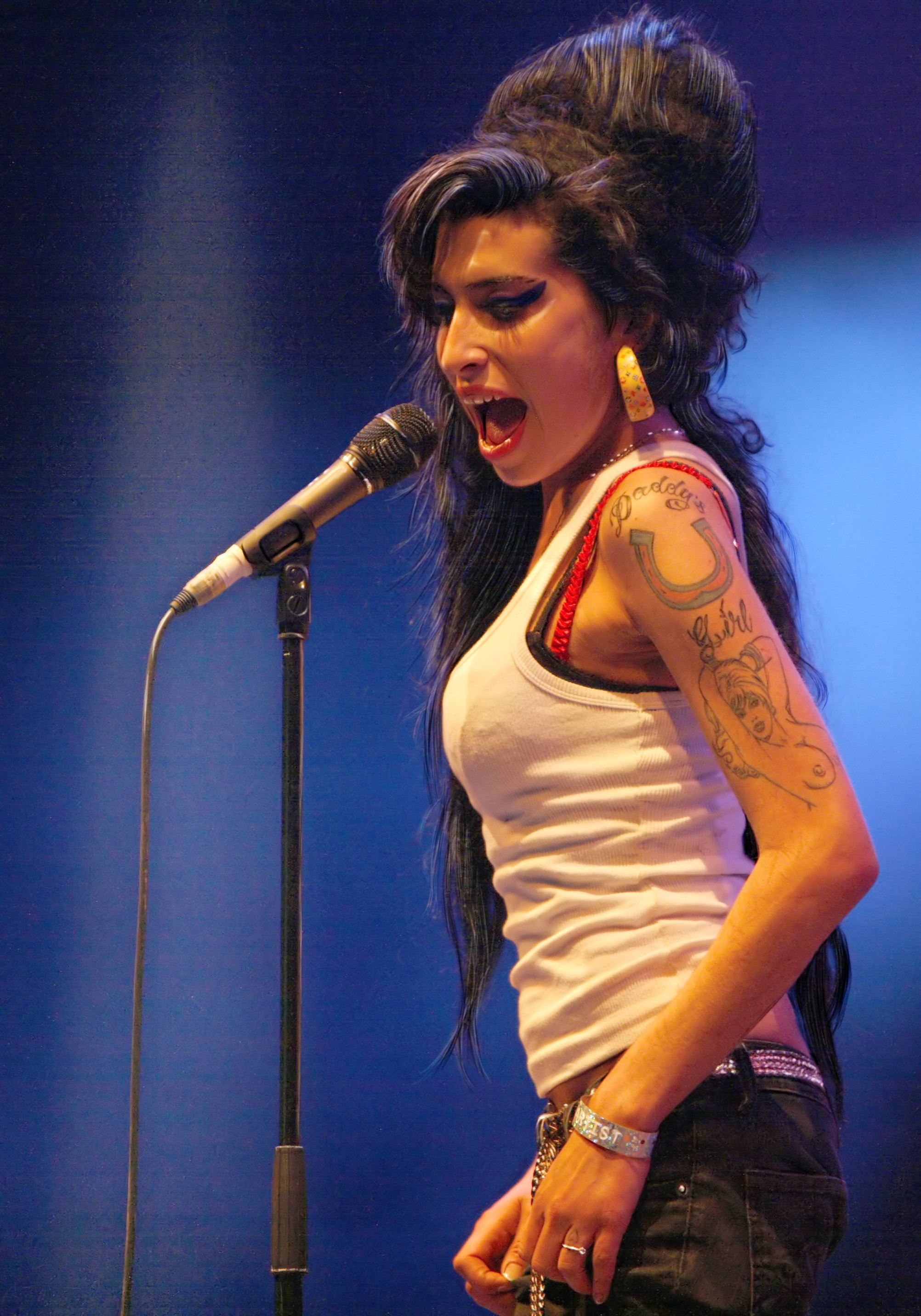
Amy Winehouse, Eurockéennes 2007

Elle a eu lieu les 29, 30 juin et 1er juillet 2007. Groupes présents :
- Vendredi : Marilyn Manson, Juliette and the Licks, Wu-Tang Clan, Les Rita Mitsouko, Amy Winehouse, Kaolin, Justice, Gogol Bordello, Griots and Gods, Clipse, Converge, Peter von Poehl, Archie Bronson Outfit, Punish Yourself, Hellbats, Iltika, Hollow Corp.
- Samedi : The Hives, Queens of the Stone Age, Phoenix, JoeyStarr, Olivia Ruiz et ses invités, Editors, Abd al Malik, Digitalism, Maxïmo Park, Cold War Kids, Tokyo Ska Paradise Orchestra, I'm from Barcelona, Bassekou Kouyaté, Tumi and the Volume, Stones Throw Records, Scanners, Blanche, Deerhoof, Shitdisco, Heavyweight Dub Champion, Stellardrive, For My Hybrid, Navel.
- Dimanche : Arcade Fire, Tryo, Air, The Good, the Bad and the Queen, TV on the Radio, Laurent Garnier, Bikini Machine, Sick of It All, Bitty McLean, Klaxons, Hatebreed, Loney, Dear, Goose, Pelican, 65daysofstatic, Stuck in the Sound, Stellardrive, The Audience, Cocoon.

### Édition 2008

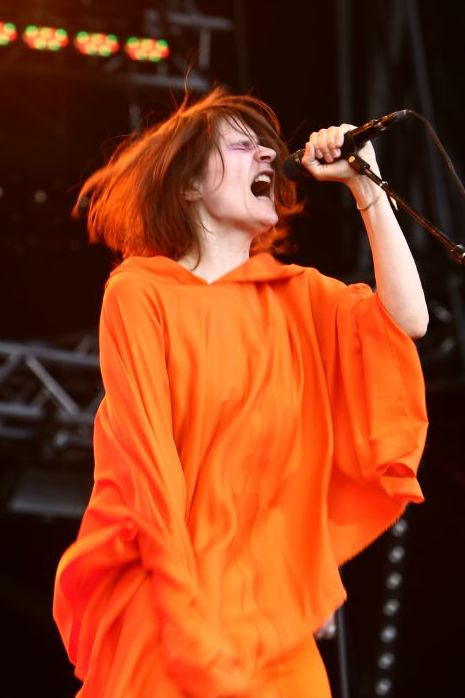
Camille, Eurockéennes 2008

Elle a eu lieu les 4, 5 et 6 juillet 2008. Les trois jours ont fait le plein pour une affluence totale de plus de 100 000 spectateurs. Groupes présents :
Vendredi 4 juillet : Massive Attack, Ben Harper, Arno, Cat Power, Keny Arkana, Gossip, dEUS, Comets on Fire, Calvin Harris, Missill, YuLeS, Galactic, Genghis Tron, T, La Bande Originale (avec Olivia Ruiz, Daniel Darc, Didier Wampas, Camille, Grand Corps Malade, Oxmo Puccino, Arno, An Pierlé, Amadou et Mariam, Nosfell), Biffy Clyro, Soko, A Place to Bury Strangers, The Mondrians, Nortec Collective, Faso Kombat, Cadence Weapon,
Samedi 5 juillet : Grinderman, N.E.R.D, Cavalera Conspiracy, The Wombats, CSS, Camille, Sharon Jones & The Dap Kings, The Dø, Alborosie, Daniel Darc, Sébastien Tellier, November Forever, Xavier Rudd, Lady Saw, Vampire Weekend, Kasai Allstars, Red Sparowes, Generic, Shape of Broad Minds, Love motel, Santogold, Fucked up, The Seducers, The Cool Kids, Sna-fu Grand Désordre Orchestre
Dimanche 6 juillet : Moby, The Offspring, Cali, Band of Horses, MGMT, Babyshambles, Sinik, Gnarls Barkley, Danko Jones, Ez3kiel, The Blakes, Electric Electric, French Cowboy, Seasick Steve, Future of the Left, Nash, Holy Fuck, Battles, Dan le sac vs Scroobius Pip, Lykke Li, Yeasayer, Girl Talk, Sna-fu Grand Désordre Orchestre
Pour l'édition 2008, le festival a accueilli Silent Disco, une « discothèque silencieuse » grâce aux casques sans-fil que portaient les festivaliers.

### Édition 2009
Elle a eu lieu du 3 au 5 juillet 2009. Groupes présents :
Vendredi 3 : The Prodigy, Cypress Hill, Ghinzu, Yeah Yeah Yeahs, Capitaine Bertine, Les Wampas, The Kills, The Bronx, Diplo, Oxmo Puccino, Alela Diane, Chapelier Fou, Crookers, Dananananaykroyd, The Ting Tings, Emilíana Torrini, Kap Bambino, Naive New Beaters, Rolo Tomassi, The Feeling of Love, La Roux, King Khan & The Shrines, Hockey, Sefyu, Noisettes, Rye Rye, Tieuma
Samedi 4 : Kanye West, Pete Doherty, Groundation, Birdy Nam Nam, Tricky, Olivia Ruiz, The Answer, Lauter, Kylesa, Nneka, Passion Pit, Schwefelgelb, Solange La Frange, Sophie Hunger, The Asteroids Galaxy Tour, The Temper Trap, Torche, Peter Bjorn and John, Magistrates, Amanda Blank
Dimanche 5 : Slipknot, Laurent Garnier, Gojira, Kool Shen, Phoenix, Charlie Winston, Rodrigo y Gabriela, Sliimy, Électrons Libres, Florence and the Machine, Friendly Fires, Glasvegas, Jaromil, Just Jack, Staff Benda Bilili, Stuck in the Sound, The Pains of Being Pure at Heart, Tinariwen, Yuksek, Sleepy Sun, Zone libre (groupe) vs Casey et Hamé, The Inspector Cluzo, Curtiss